# 魔鬼山
魔鬼山（英語：Devil's Peak，官方名稱炮台山）是香港新界西貢區的一座山峰，位於調景嶺與九龍油塘之間，海拔222米。

## 歷史
該處扼守維多利亞港東面入口鯉魚門，並可遠眺香港島筲箕灣一帶，具重要戰略地位。香港保衛戰前設立的魔鬼山炮台，在2009年12月評定為二級歷史建築。此軍事設施主要由作為東海岸設計指揮部的堡壘、歌賦炮台等組合而成。魔鬼山面向狹窄的鯉魚門海峽，能夠瞭望從維多利亞港東面而來的船隻。

## 地理
魔鬼山東部為將軍澳華人永遠墳場，西面則為油塘及三家村，南方是鯉魚門海峽，北端則連接照鏡環山。衛奕信徑第三段經過魔鬼山。

## 名稱
英國軍方在20世紀初以該處形勢險要，而在山上建築多座炮台作為保護鯉魚門航道之用，並將該山名為炮台山。

## 相片

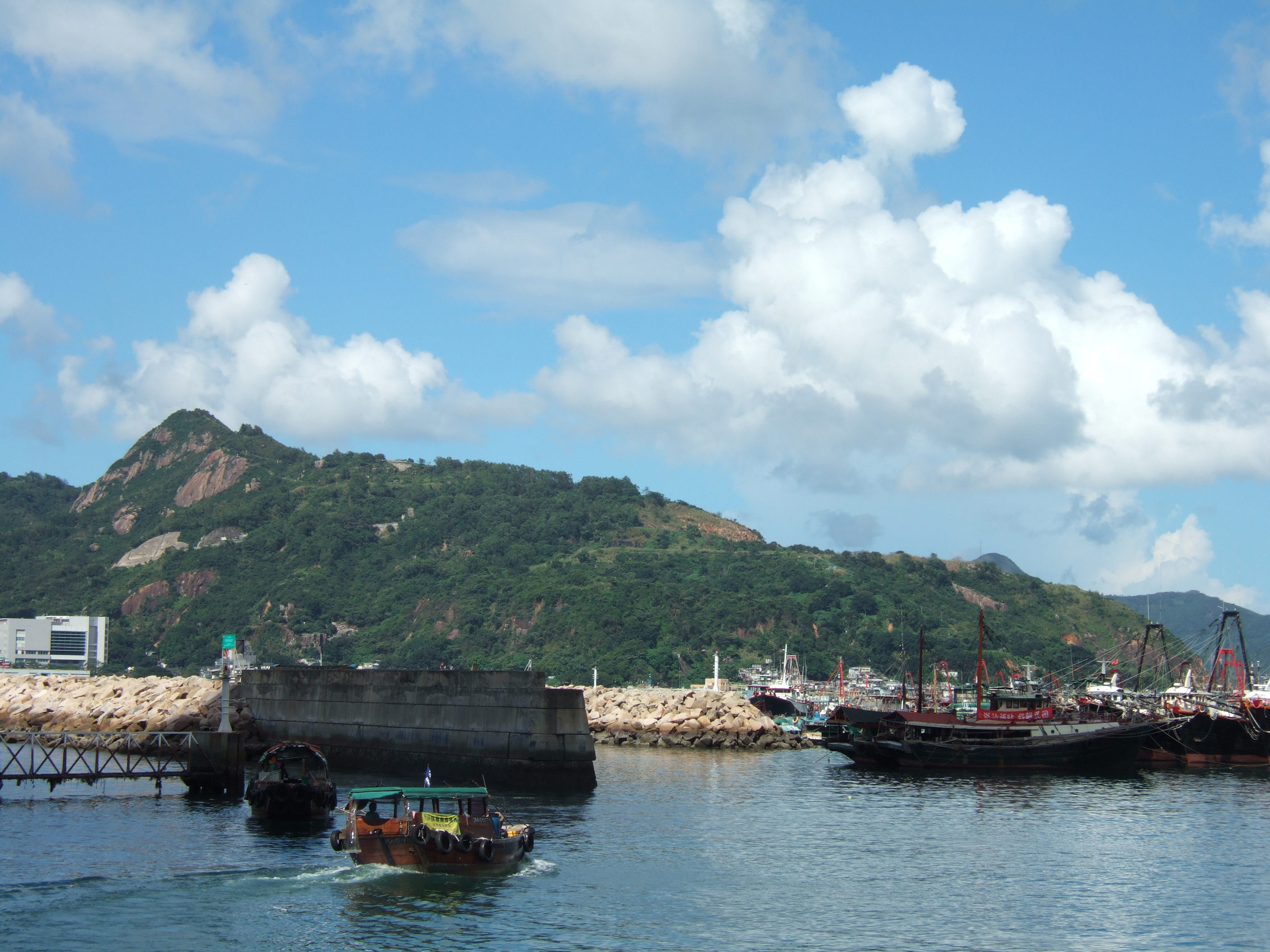
西灣河遙望魔鬼山
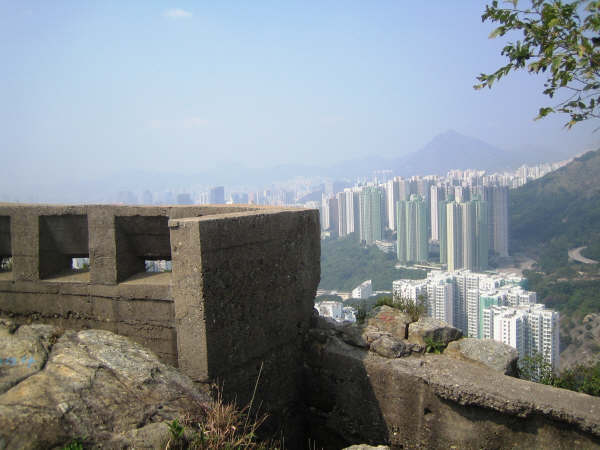
魔鬼山頂部的炮台遺迹
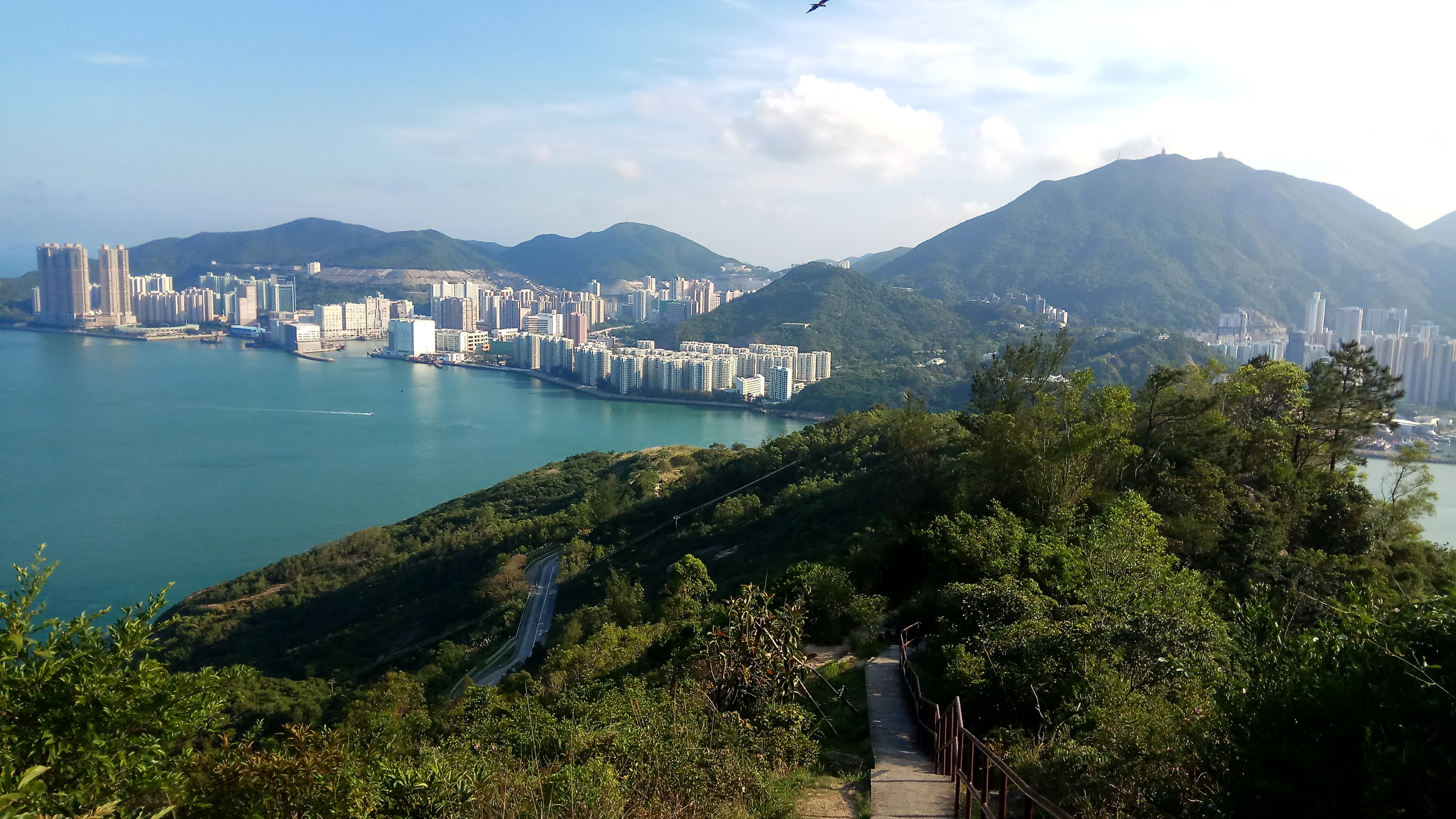
魔鬼山頂部眺望香港島柴灣
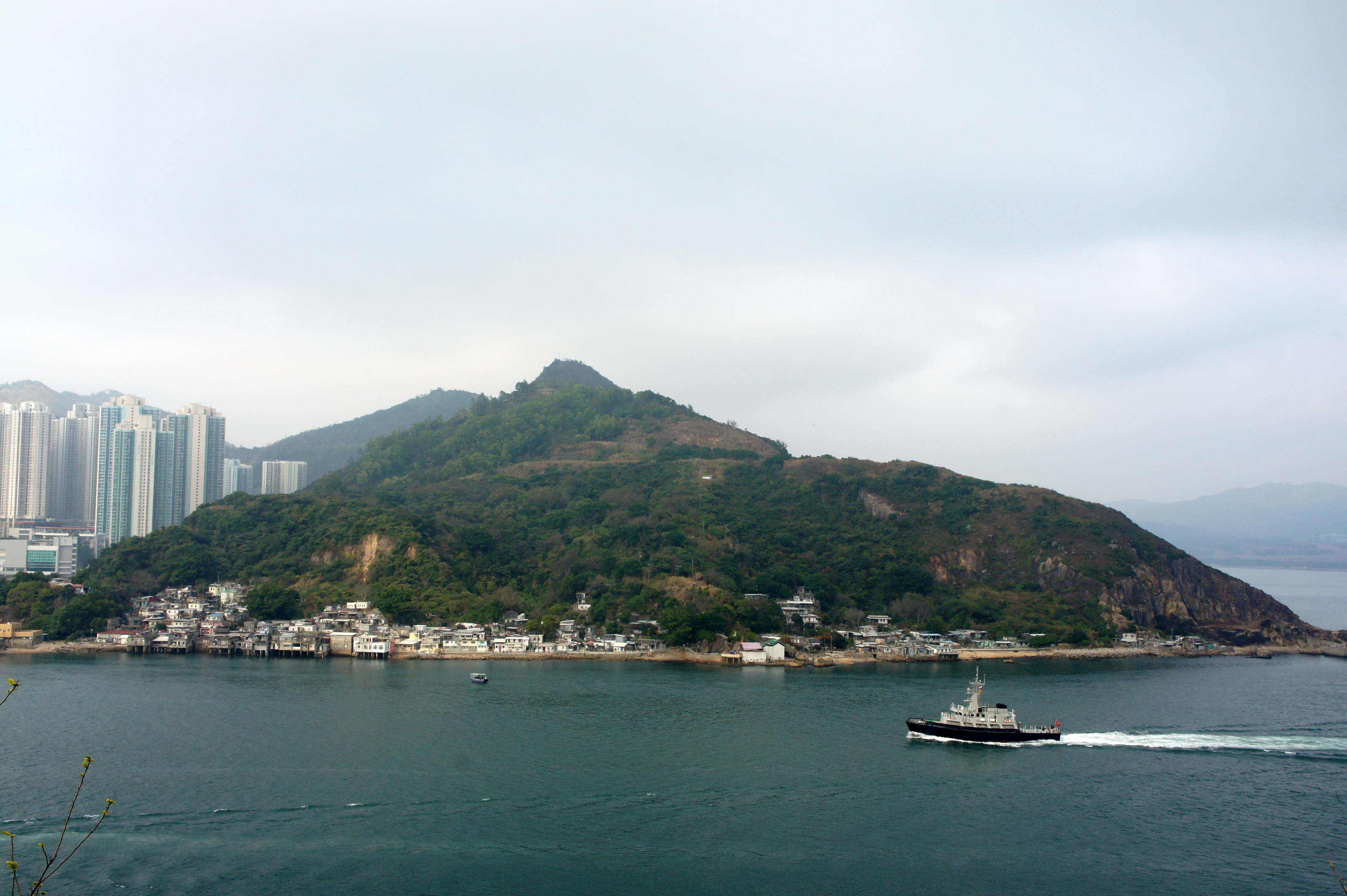
從香港海防博物館眺望魔鬼山
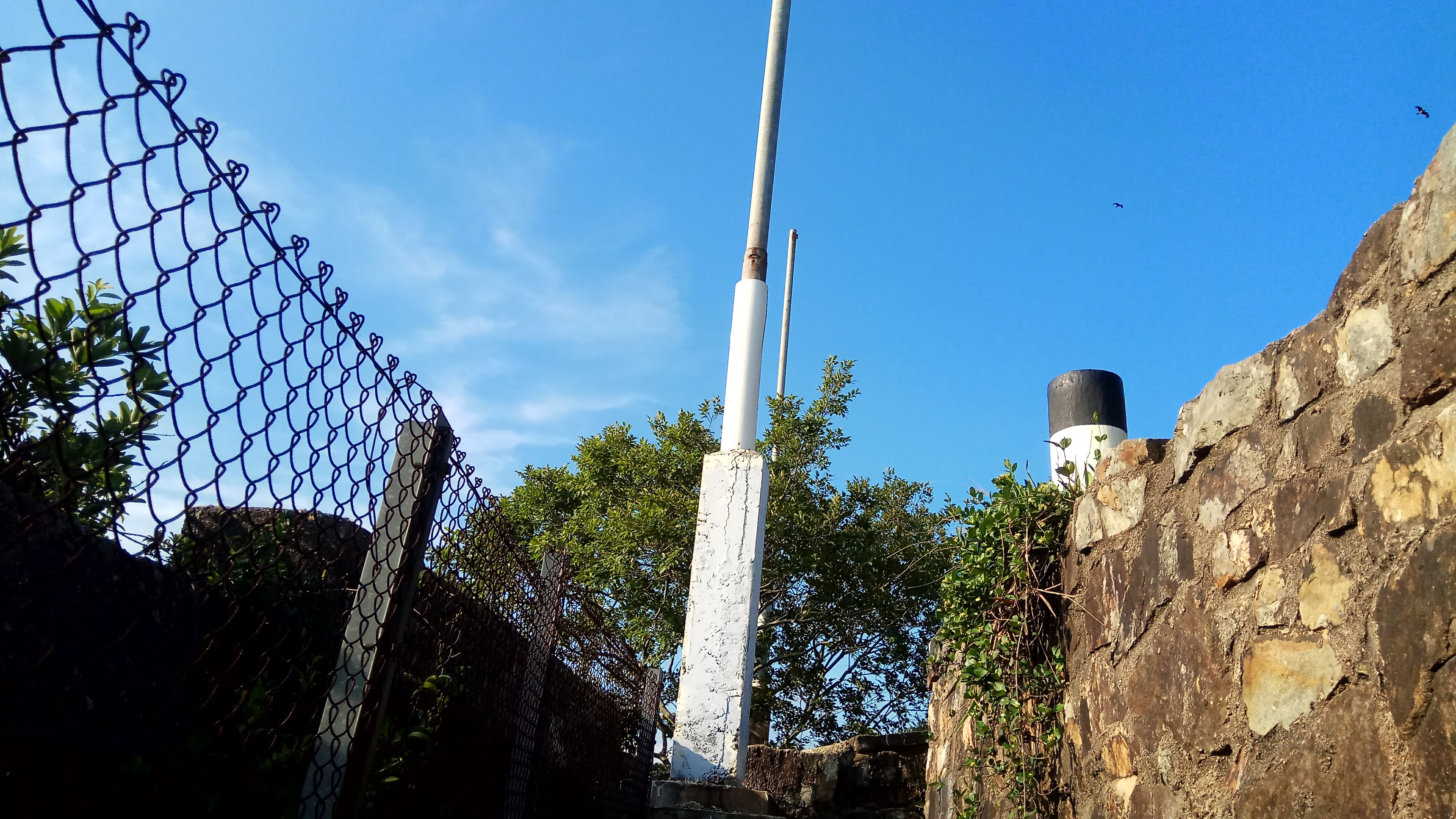
魔鬼山山頂
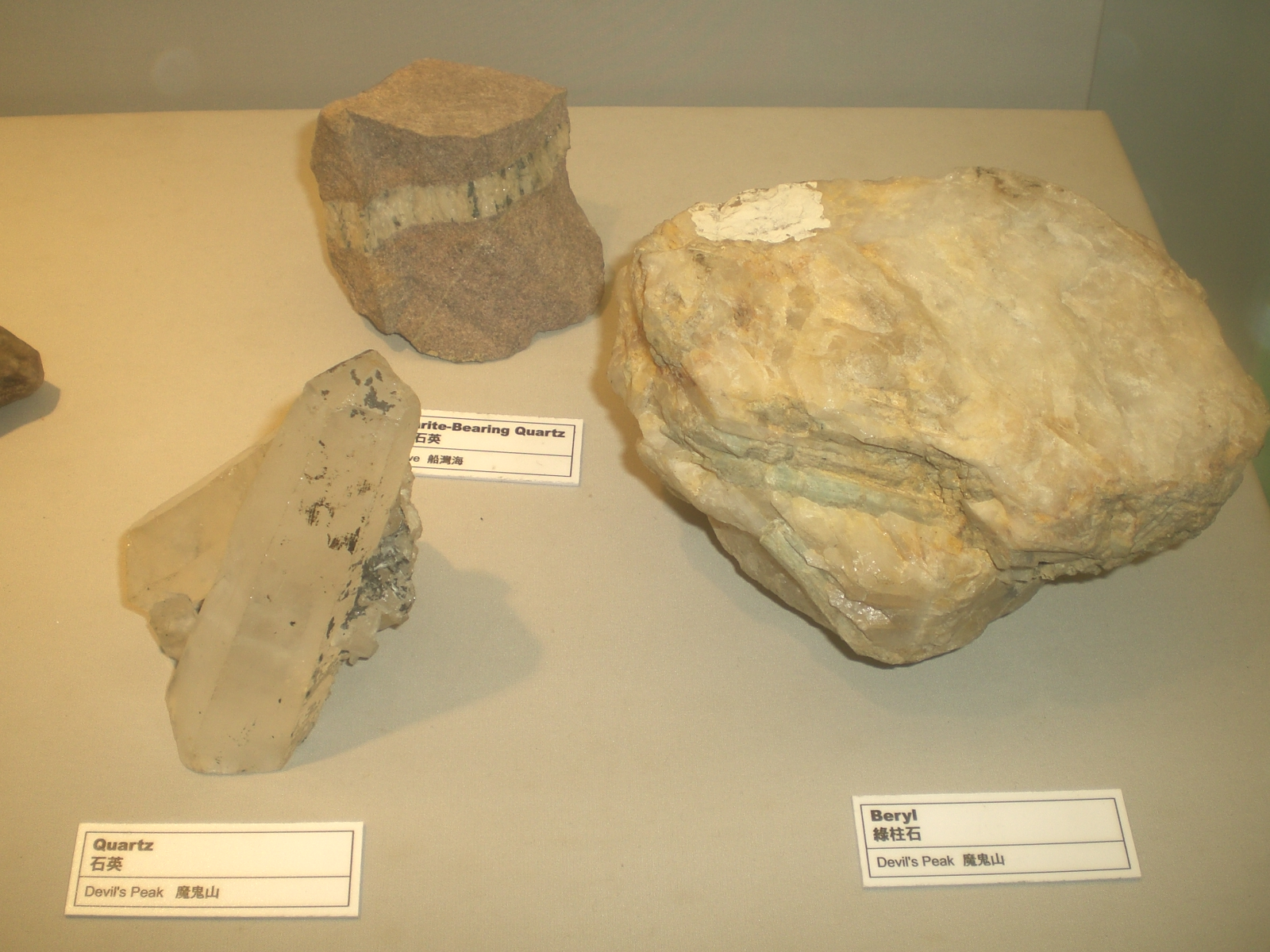
魔鬼山出產的綠柱石和石英